# سیارک ۵۶۷۹
سیارک ۵۶۷۹ (به انگلیسی: 5679 Atsukadou، نامگذاری:1989VR) پنج هزار و ششصد و هفتاد و نهمین سیارک کشف شده‌است که در ۲ نوامبر ۱۹۸۹ کشف شد.
قدر مطلق سیارک برابر ۱۳٫۰۰ است.